# Plessa-Süd
Plessa-Süd (früher Grödener Schraden) ist eine zur südbrandenburgischen Gemeinde Plessa im Landkreis Elbe-Elster gehörende Siedlung. Sie befindet sich etwa vier Kilometer südlich des Ortskerns von Plessa an der Einmündung der aus Richtung Gröden kommenden Landesstraße 592 in die Landesstraße 591 (Plessa-Hirschfeld) im Zentrum der zwischen Schwarzer Elster und Pulsnitz gelegenen Schraden-Niederung.
Der kurz nach dem Ende des Zweiten Weltkriegs unter schwierigen Bedingungen als Mustersiedlung gegründete Ort war Vorbild für das mit dem Literaturpreis des FDGB prämierte Buch „Das Dorf in der Wildnis“ des Schriftstellers Klaus Beuchler.

## Geschichte

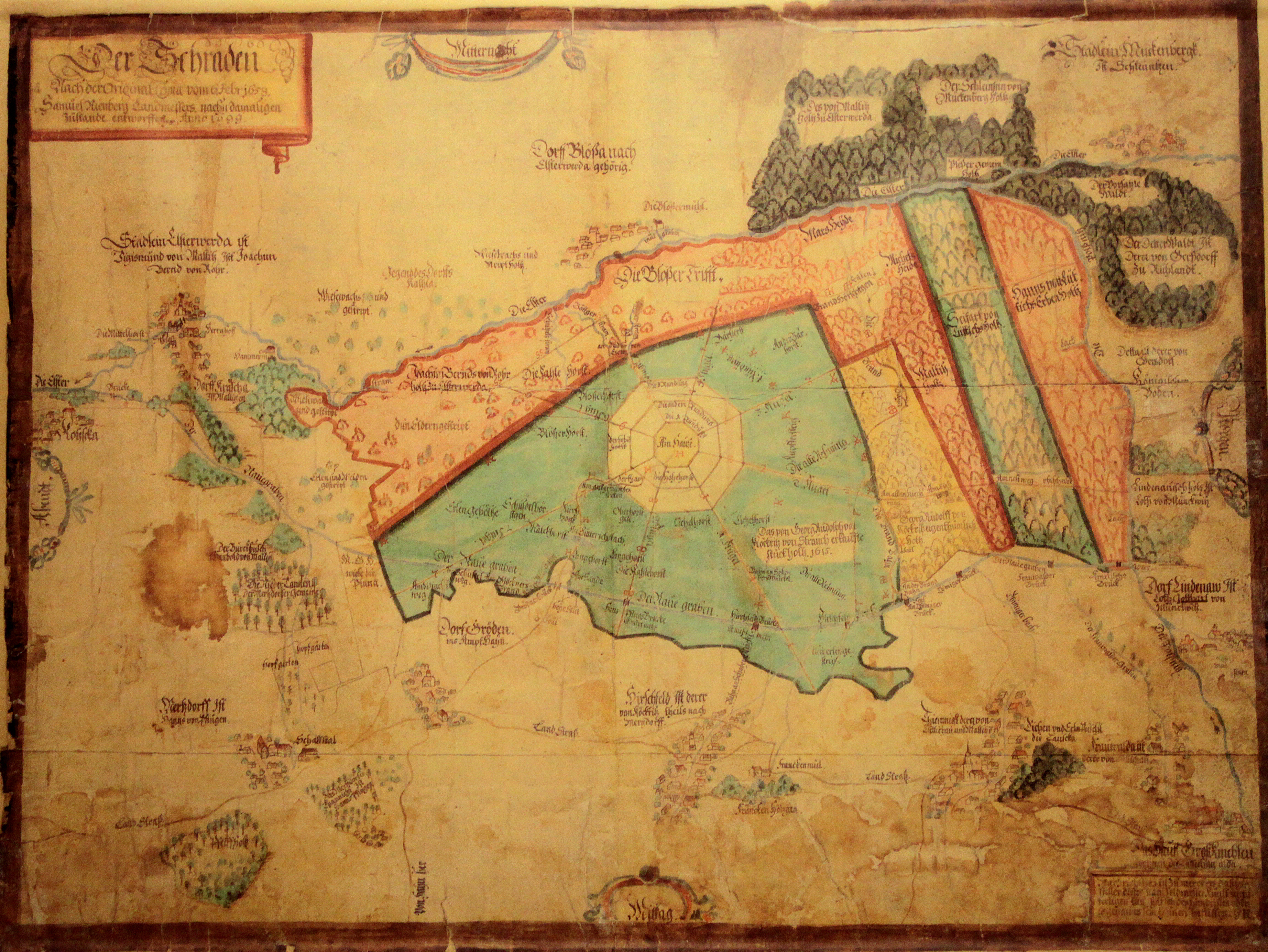
Der kurfürstliche Jagdgarten um 1658

### Der kurfürstliche Jagdgarten
Mitte des 16. Jahrhunderts wurde im Zentrum des Schradenwaldes im Bereich, wo sich die heutige Siedlung Plessa-Süd befindet, ein sogenannter kurfürstlicher Sau- beziehungsweise Jagdgarten angelegt. In dessen Mitte befand sich ein vier Etagen umfassendes Forsthaus, das als Fachwerkbau errichtet worden war und an dessen Ecken sich kleine Türmchen befanden. Außerdem wurde 1650 vom Westen her ein Dammweg angelegt, um den Zugang zum Jagdgarten für die aus Richtung Westen anreisenden Jagdherren zu erleichtern. Vermutlich handelte es sich hierbei um den heutigen Reißdamm. Das Forsthaus erlitt während des Dreißigjährigen Krieges schwere Schäden und wurde später abgerissen.

### Die Separationen in der Mitte des 19. Jahrhunderts und der erste Siedlungsbau im Schraden

Der Schraden auf einer geschichtlichen Karte des Kreises Liebenwerda (1910).

Infolge der Mitte des 19. Jahrhunderts erfolgenden Regulierung der Schwarzen Elster wurden im Schraden Separationen notwendig, da durch die umfangreichen Meliorationsarbeiten der Grundwasserspiegel in der Niederung um etwa einen Meter gefallen und insgesamt 80.000 Morgen Sumpfgelände nutzbar gemacht worden war. Die Gemeinde Gröden erhielt nördlich der Neuen Pulsnitz umfangreiche Flächen im Schradenwald als Abfindung. Als Folge der Separationen entstand auch die Verlängerung des Reißdamms über das gleichnamige zur Krauschützer Domäne gehörende Vorwerk hinaus bis nach Tettau.
Anfang des 20. Jahrhunderts kamen Überlegungen auf, die Niederung des weitgehend unbewohnten Schradens zu besiedeln. Vor allem nordöstlich der Niederung waren umfangreiche Braunkohlevorkommen entdeckt worden, was dazu führte, dass in der Region mit der Errichtung von Braunkohletagebauen, Brikettfabriken und Kraftwerken eine rasante Industrialisierung einsetzte und unter anderem durch den steigenden Arbeitskräftebedarf, zu einem enormen Bevölkerungszuwachs führte. In einem in der heimatkundlichen Beilage Die Schwarze Elster des Liebenwerdaer Kreisblatts veröffentlichten Artikel beschrieb im Jahre 1913 die Landwirtschaftliche Kreisvertretung diese Entwicklung im Kreis Liebenwerda und die sich voraussichtlich daraus ergebenden Folgen. Es ergab sich die Befürchtung, dass in der Region ansässige Landwirte, welche ihren Besitz an die sich immer stärker ausbreitenden Braunkohlegruben veräußern mussten, mangels der Verdienstmöglichkeiten in der Landwirtschaft abwandern könnten. Zwar war einigen von diesen bereits Ländereien für eine Neuansiedlung in Falkenberg und Theisa angeboten worden. Für eine größere landwirtschaftliche Ansiedlung kam aber wohl nur der Schraden in Frage.
Ein Jahr später begann der Erste Weltkrieg. Er bereitete dem weiteren Aufstreben der Region vorerst ein jähes Ende. Das kurz nach dem Krieg am 11. August 1919 in Kraft getretene Reichssiedlungsgesetz sorgte dann dafür, dass die früheren Überlegungen wieder aufgegriffen wurden, und im August 1924 kam es in der östlichen Schradenniederung zum Verkauf von umfangreichen Wald-, Acker- und Wiesenflächen, welche dem Siedlungsbau dienen sollten und auf denen ab 1929 die Gemeinde Schraden entstand. Noch im September 1924 beschloss der Kreistag des damaligen Landkreises Liebenwerda unter Führung des Landrates Max Vogl den Ankauf der verbliebenen Flächen des königlichen Schradenwaldes, um ihn an die umliegenden Landwirte weiter zu veräußern. Die Flächen im Bereich der Siedlung Grödener Schraden, die aus fünf Bauernhöfen sowie den Schafställen des in Gröden ansässigen kurfürstlichen Jagdgutes bestand und zur sechs Kilometer südwestlich gelegenen Gemeinde Gröden gehörte, blieben allerdings einem hier angedachten Mustergut vorbehalten.

### Der Grödener Schraden

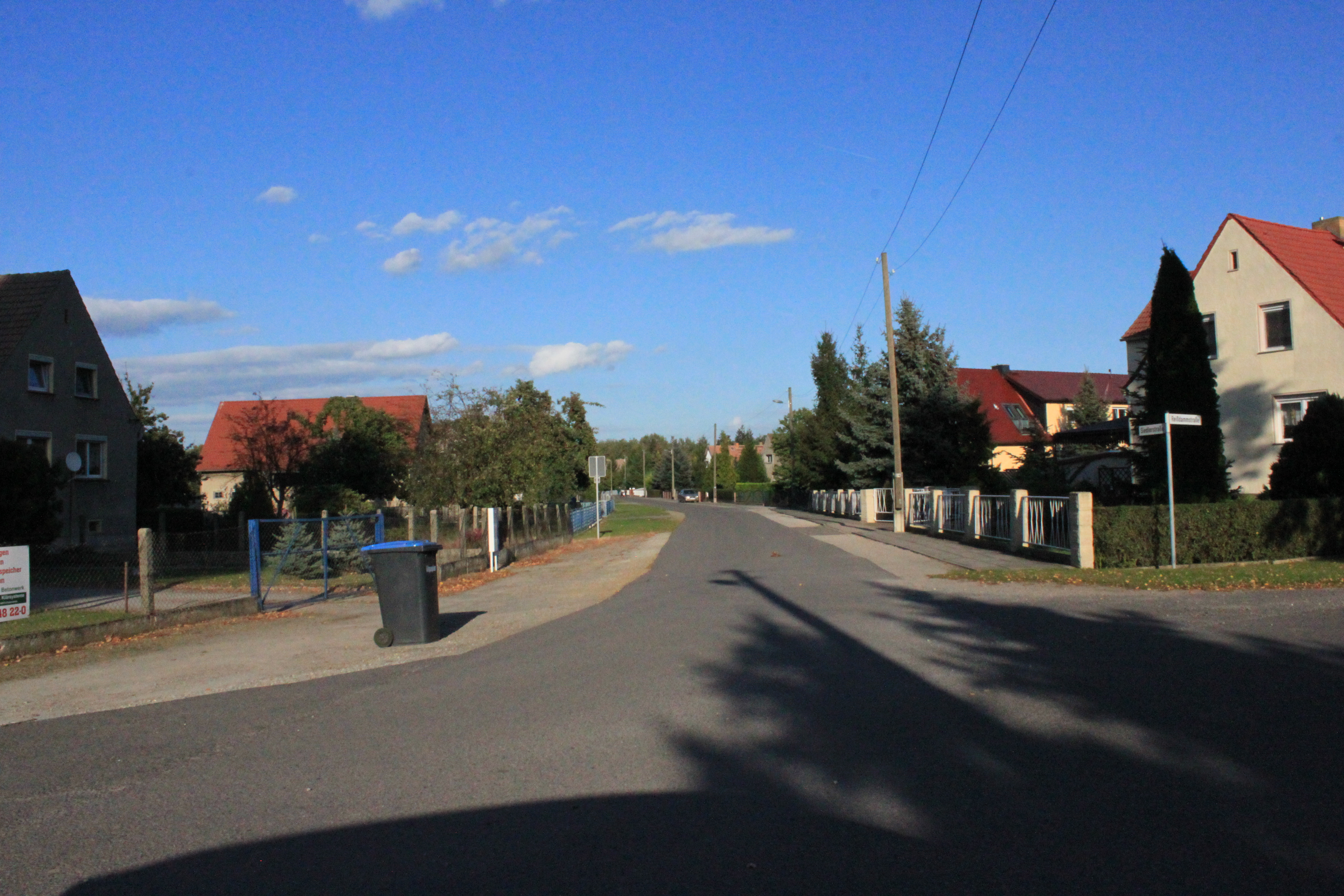
Siedlerstraße

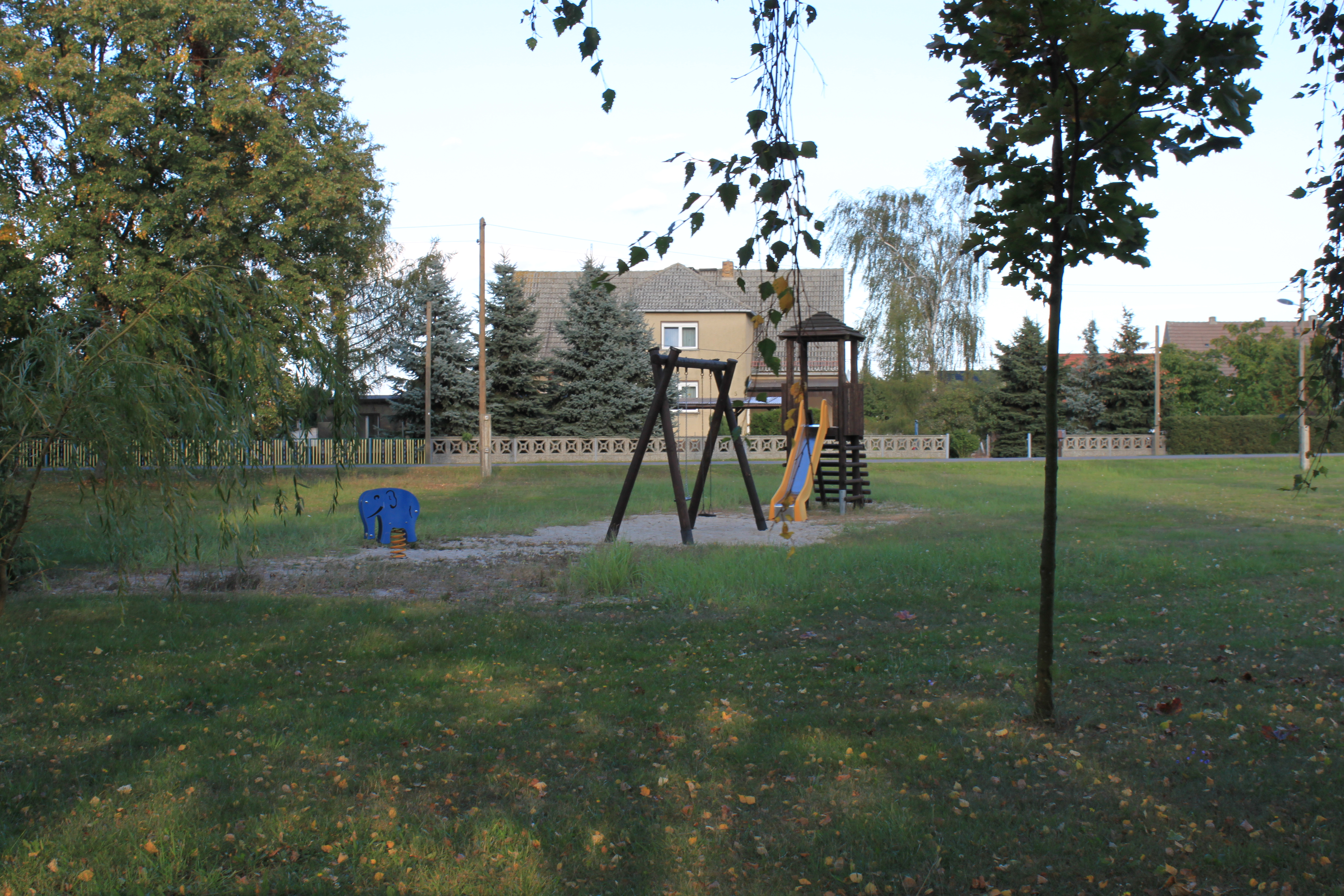
Kinderspielplatz

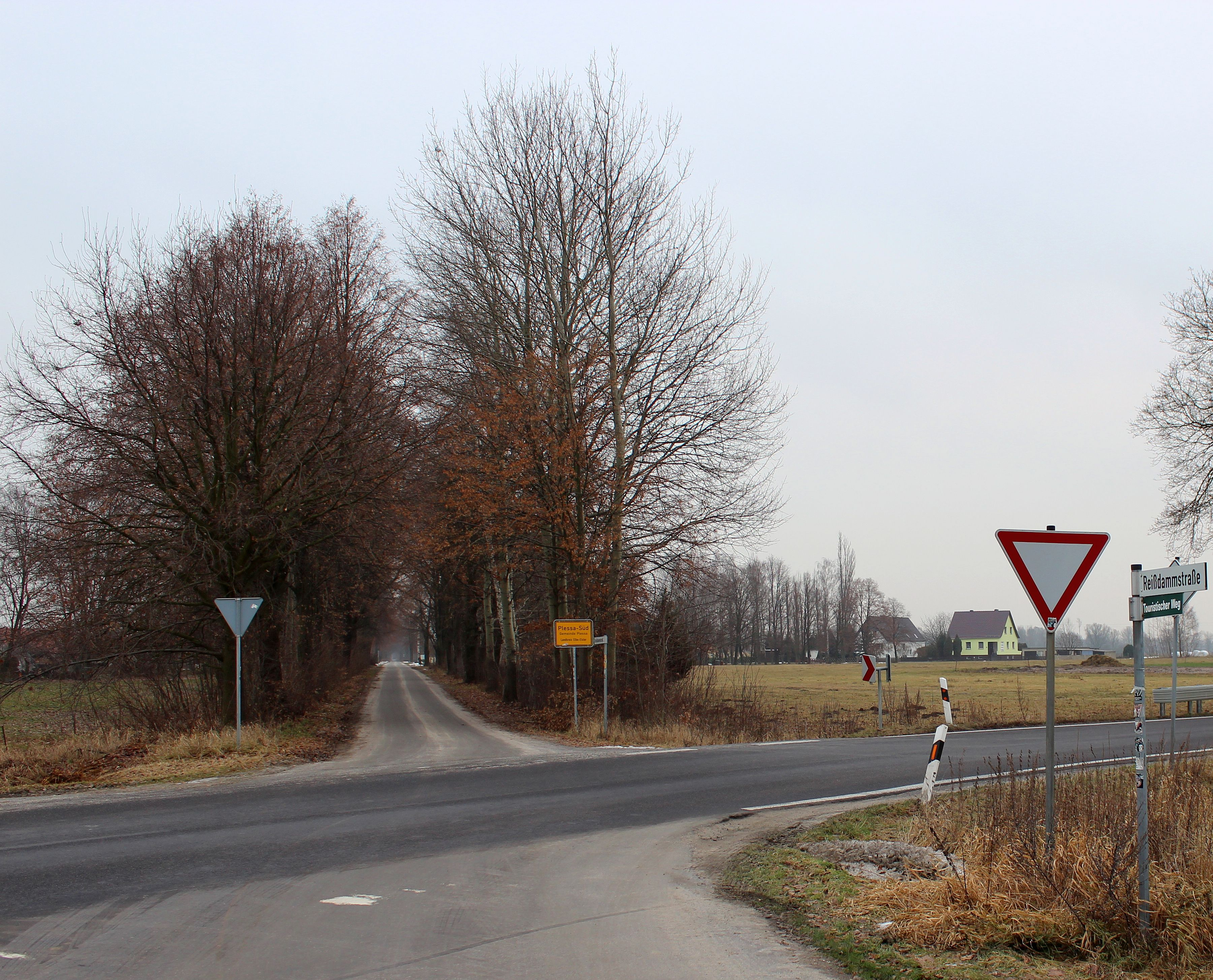
Kreuzung Reißdamm / L 591

Kurz nach dem Ende des Zweiten Weltkrieges kam es im Schraden zu einem Großbrand, dem etwa 300 Hektar Wald zum Opfer fielen, die in der Folgezeit nicht wieder aufgeforstet wurden. Die abgebrannten Flächen sollten durch die Rodung der verbliebenen Stubben in Ackerflächen umgewandelt werden. Als die Sowjetische Militäradministration (SMAD) am 9. September 1947 den Befehl 209 herausgab, welcher zu ergreifende Maßnahmen zur Schaffung neuer Bauernhöfe beinhaltete, beschloss der Rat des Kreises Bad Liebenwerda den Bau einer Mustersiedlung im Grödener Schraden. Dafür wurde in Bad Liebenwerda eigens eine Genossenschaft gegründet. Der erste symbolische Spatenstich erfolgte am 7. November 1947 im Beisein des damaligen Landrates Paul Paulick. Von über 200 sich am Bewerbungsverfahren beteiligenden Familien konnten allerdings nur 21 berücksichtigt werden, von denen ein Großteil Vertriebene aus den früheren deutschen Ostgebieten waren. Den Siedlern wurde jeweils eine Hofstelle von 1,02 bis 1,5 Hektar Größe zugewiesen. Hinzu kamen 10 Hektar Land für die landwirtschaftliche Bewirtschaftung. Bis zur Fertigstellung der Wohnhäuser wurden die Familien vor Ort in einer Baracke untergebracht. Die Gebäude sollten in Lehmbauweise errichtet werden, da der Baustoff hierfür in unmittelbarer Nähe reichlich vorhanden war. Dafür wurde klein gehacktes Heidekraut aus den umliegenden Wäldern untergemischt. Ziel war es, dass bereits im Herbst 1948 die Hälfte der Wohnhäuser bezugsfertig sein sollte, und so erfolgte bereits am 30. April 1948 das erste Richtfest.
Wie bereits im Sommer deutlich wurde, erwies sich die Bauweise bald als ungeeignet. Ein in der Nacht vom 12. zum 13. August 1948 durchziehendes Unwetter mit Starkregen und Sturmböen hinterließ in der Siedlung starke Schäden. Von den bereits errichteten Gebäuden waren sieben noch unvollendet und ohne Bedachung versehene Wohnhäuser und Stallungen eingestürzt. Noch am selben Tag erschien vor Ort der sowjetische Kommandeur und wies die Fortsetzung der Bauarbeiten in Ziegelbauweise an. Der Baustoff kam mittels Schleppern nun aus der Ziegelei in Mückenberg (heute Lauchhammer-West), das benötigte Bauholz aus dem Sägewerk im Nachbardorf Schraden. Aufgrund der angewiesenen umfangreichen Hilfe aus der Umgebung für die Siedler schritten die Bauarbeiten zügig voran, und am 30. Oktober 1948 konnte der vorläufig letzte Bau fertiggestellt werden. Weitere Verbesserungen der Infrastruktur waren in der Folgezeit die Errichtung einer Trafostation, wodurch die Siedlung elektrischen Strom bekam, sowie der vom Rat des Kreises genehmigte Straßenausbau. Weitgehend abgeschlossen waren die Bauarbeiten an der Siedlung dann im Jahre 1952.
Im Folgejahr wurde in der Siedlung am 9. Januar 1953 die Landwirtschaftliche Produktionsgenossenschaft Neue Heimat von vier Neubauernfamilien gegründet. Die LPG, die zunächst eine Fläche von insgesamt 48 Hektar bewirtschaftete, war zunächst vom Typ I, was bedeutete, dass die Bauern zunächst nur ihr Land zur Verfügung stellen mussten. Später wurde die Genossenschaft in Typ III umgewandelt, worin der gesamte landwirtschaftliche Betrieb mit Vieh, Maschinen und Gebäuden eingebracht werden musste.
Am 1. Januar 1957 wurde der Grödener Schraden von Gröden in die Bergarbeitergemeinde Plessa umgegliedert und trägt seitdem den Namen Plessa-Süd. Die LPG Neue Heimat schloss sich 1970 der LPG Freies Land in Gröden an.

## Kultur und Sehenswürdigkeiten

### Freizeit und Tourismus

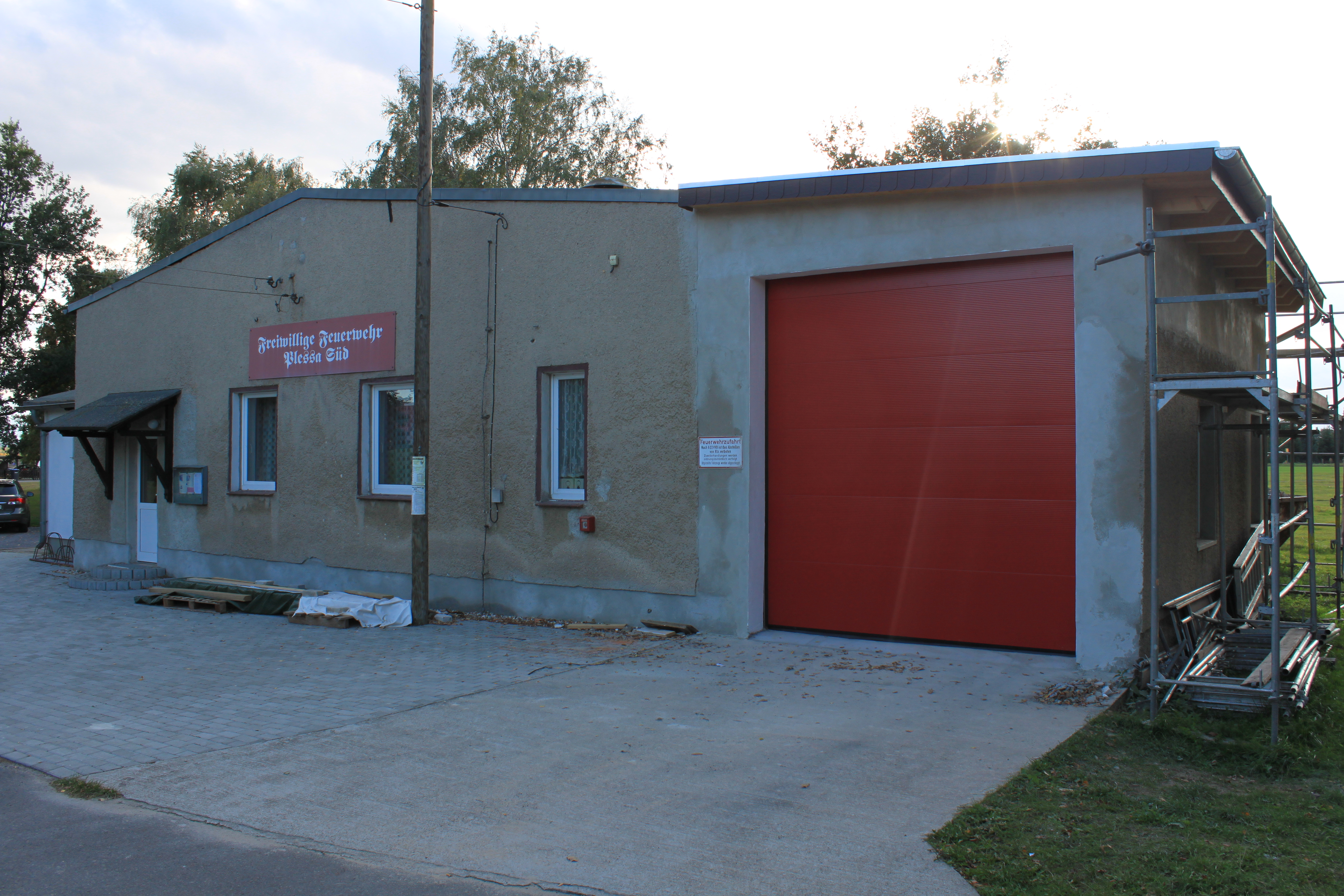
Feuerwehrhaus

Über den als „Touristischer Weg“ ausgewiesenen Reißdamm ist Plessa-Süd auch über das Radwegenetz an die Sehenswürdigkeiten des Umlandes angebunden. Im Zentrum der Siedlung sind das Dorfgemeinschaftshaus und die Freiwillige Feuerwehr zu finden. Außerdem befindet sich in unmittelbarer Nähe ein kleiner Kinderspielplatz.
Das Dorfgemeinschaftshaus, welches sich in kommunaler Trägerschaft befindet, entstand bereits Anfang der 1950er Jahre durch den Ausbau einer ursprünglich an dieser Stelle errichteten Düngerlagerstätte. Durch die Einrichtung des Gebäudes mit Saal, Schank- und Schulraum sowie Toilettenanlagen konnte es für kulturelle Anlässe und Schulungen genutzt werden. Im Feuerwehrhaus ist die Löschgruppe Plessa-Süd der Freiwilligen Feuerwehr Plessa ansässig.

### Das Dorf in der Wildnis
Plessa-Süd ist Mittelpunkt des Buches „Das Dorf in der Wildnis“, das 1955 im Berliner Tribüne-Verlag erschien.
Der in der Region aufgewachsene Journalist und Schriftsteller Klaus Beuchler beschrieb in der Veröffentlichung den dramatischen Ablauf der Gründung der Siedlung mitten in der sumpfigen Schraden-Niederung nach dem Zweiten Weltkrieg. Angelehnt an ihren damaligen Namen Grödener Schraden wird die Siedlung im Buch als Merzfelder Schraden bezeichnet. Die aus der Sicht eines Reporters erzählte Geschichte orientiert sich überwiegend an realen Ereignissen. So wird die von einem verheerenden Unwetter geprägte Nacht vom 12. zum 13. August 1948 in einem eigenen Kapitel abgehandelt. Ebenso werden die Reißdammstraße sowie die Siedlerstraße beim Namen genannt und die lokalen Eigenheiten der Region dargestellt. Die im Buch handelnden Personen wurden letztlich mit fiktiven Namen benannt.
Klaus Beuchler, der in der Entstehungszeit des Buches selbst als Reporter arbeitete, hatte zwei Jahre zuvor bereits das sich mit der Region Lauchhammer beschäftigende Buch „Schwarzes Land und rote Fahnen“ sowie das Buch „Reporter zwischen Spree und Panke“ veröffentlicht. Er bekam am 16. Juni 1956 für „Das Dorf in der Wildnis“ den Literaturpreis des FDGB. Beuchler sorgte Anfang der 1960er Jahre als Mitautor des DEFA-Kinderfilms „Reiseziel Erfurt“ noch einmal für regionale Aufmerksamkeit, denn die Hauptdarsteller des Films waren unter anderem Mitglieder der Elsterwerdaer Sportwerbegruppe. Der Schriftsteller wurde in der DDR später vor allem durch seine Science-Fiction-Romane bekannt.

## Wirtschaft und Verkehr
Die Siedlung Plessa-Süd befindet sich an der Einmündung der aus Richtung Gröden kommenden Landesstraße 592 in die Landesstraße 591 (Plessa-Hirschfeld). Durch die Ortslage führt der Reißdamm, einem durch die Niederung von Ost nach West führenden Verbindungsweg, welcher aus Elsterwerda kommend eine befestigte Anbindung der Siedlung an die etwa acht Kilometer westlich gelegene bietet und in Richtung der Gemeinde Schraden als weitgehend unbefestigter Weg weiterführt.
Der öffentliche Nahverkehr bietet an den Schultagen mit der Buslinie 581 der VerkehrsManagement Elbe-Elster GmbH Verbindungen in Richtung Plessa und Schraden.
Die Betriebsanlagen und landwirtschaftlichen Produktionsflächen der einstigen Landwirtschaftlichen Produktionsgenossenschaft in Plessa-Süd wurden infolge der deutschen Wiedervereinigung nach der Wende reprivatisiert. Auf dem ehemaligen Betriebsgelände ist in der Gegenwart die Hirschfelder Agrar GmbH mit einer Zweigstelle ansässig. Das Unternehmen aus dem südlich benachbarten Hirschfeld bewirtschaftet nach eigenen Angaben gegenwärtig etwa 2400 Hektar Ackerland. In der Produktion werden jährlich etwa 13000 Schweine sowie 180 Rinder gemästet. Der Betrieb betreibt in Plessa-Süd unter anderem eine Schweinemastanlage, Geflügelställe und ein im Jahre 2006 errichtetes Maisfeuchtsilo zur Tierfutterherstellung.